# Saperda gleneoides
Saperda gleneoides là một loài bọ cánh cứng trong họ Cerambycidae.